# Auchen Castle Hotel

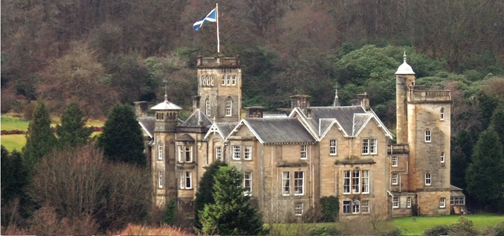
Auchen Castle Hotel

Auchen Castle Hotel ist ein Schloss und Hotel in Moffat in der schottischen Council Area Dumfries and Galloway. Seit Januar 2016 ist das Hotel, das hauptsächlich für Hochzeitsfeierlichkeiten genutzt wird, als 5-Sterne-Haus vom schottischen Touristenverband gelistet.
Im Auchen Castle Hotel waren schon viele bekannte Persönlichkeiten zu Gast, zum Beispiel The Beatles, Barbara Cartland, Margaret Thatcher und der König von Norwegen. Heute ist das Hotel ein beliebter Platz für Hochzeiten, an dem in den letzten Jahren bereits viele Hochzeiten bekannter Leute stattfanden. Das 26-Betten-Haus bietet einen privaten See und eine Falknerschule.
Auchen Castle ist als Denkmal der Kategorie B geschützt. Ebenso eine zugehörige Lodge.

## Geschichte
Die ursprüngliche Burg Auchen Castle in der Nähe geht auf die Zeit um 1220 zurück. Sir Humphrey de Kirkpatrick, damals Senestal von Annandale, ließ sie errichten. Die Familie Kirkpatrick war enger Verbündeter von Köng Robert the Bruce, der oft in Auchen Castle zu Gast war. Schon lange war die Burg nicht mehr Sitz der Familie und das Anwesen fiel an den Clan Johnstone. Die Johnstones sind bis heute die Lords of Annandale und General Johnstone ließ 1849 das heutige Schlosshotel fertigstellen. Durch Heirat fiel das Hotel dann an Sir William Youngster, 1. Baronet, aus der Brauereifamilie Youngster. Nach über 150 Jahren zeigt das Schlosshotel noch viele originale Details, wie z. B. viktorianische Quellfassungen und Staubehälter, aus denen heute noch das Hotel mit Trinkwasser versorgt wird. Auf dem Anwesen finden sich viele ungewöhnliche Baum- und andere Pflanzenarten, die dort über die Jahrhunderte angepflanzt wurden, von denen einige eine reiche Geschichte haben und ungewöhnlichen Varietäten sind.

## Hochzeitsfeiern
Das Schlosshotel ist eines von Schottlands beliebtesten Orten für Hochzeitsfeierlichkeiten und dient heute ausschließlich diesen Feierlichkeiten. 2007 fand dort die Hochzeit des Models Michelle March mit dem Fußballer Will Haining statt, über die im OK! Magazine berichtet wurde. In der Sendung zum Valentinstag 2016 übertrug Good Morning Britain von ITV vier Hochzeiten aus dem Auchen Castle Hotel.

## Architektur
Das Auchen Castle Hotel ist für seine architektonischen Eigentümlichkeiten bekannt; sein Entwurf ist symbolträchtig und verschaffte ihm den Spitznamen „Ägypten“. General Johnstone, der das Schlosshotel in seinem heutigen Erscheinungsbild bauen ließ, diente unter Sir Ralph Abercromby 1801 in Ägypten im Krieg gegen die Franzosen. Man denkt, dass Schlosshotel und Anwesen nach den Positionen der Einheiten in der Seeschlacht bei Abukir ausgelegt wurde. Der Grundriss umfasst zwei Flügel, einen in Ost-West-Richtung und einen in Nord-Süd-Richtung. Diese zwei Flügel verbinden drei Ecken eines gleichschenkligen Dreiecks. An jeder der drei Ecken gibt es gleichartige Räume mit je einem achtseitigen Kastenfenster, von denen fünf Seiten von außen sichtbar sind, die drei inneren Seiten aber fehlen. Dieses Muster der Zahl Drei zeigt sich im gesamten Schlosshotel. Am Eingang sind drei Stufen mit zwei korinthischen Säulen. Diese Stufen führen in das Hotel über einen schachbrettartigen Boden, ein Symbol für den Eingang zum Tempel König Salomons. Gegenüber dem Eingang gibt es eine Treppe mit 21 Stufen, die zu einem pyramidenförmigen Garten hinaufführen und an deren oberen Ende zwei Sphinx stehen. Wenn man auf diese Treppe die Zahl Drei anwendet und die Anzahl der Stufen durch sie teilt, erhält man die Zahl Sieben. Dies ist die Zahl der Stufen beim Bau einer „Ziggurat“, wie eine ägyptische Pyramide ursprünglich genannt wurde.